# Bataafs Legioen

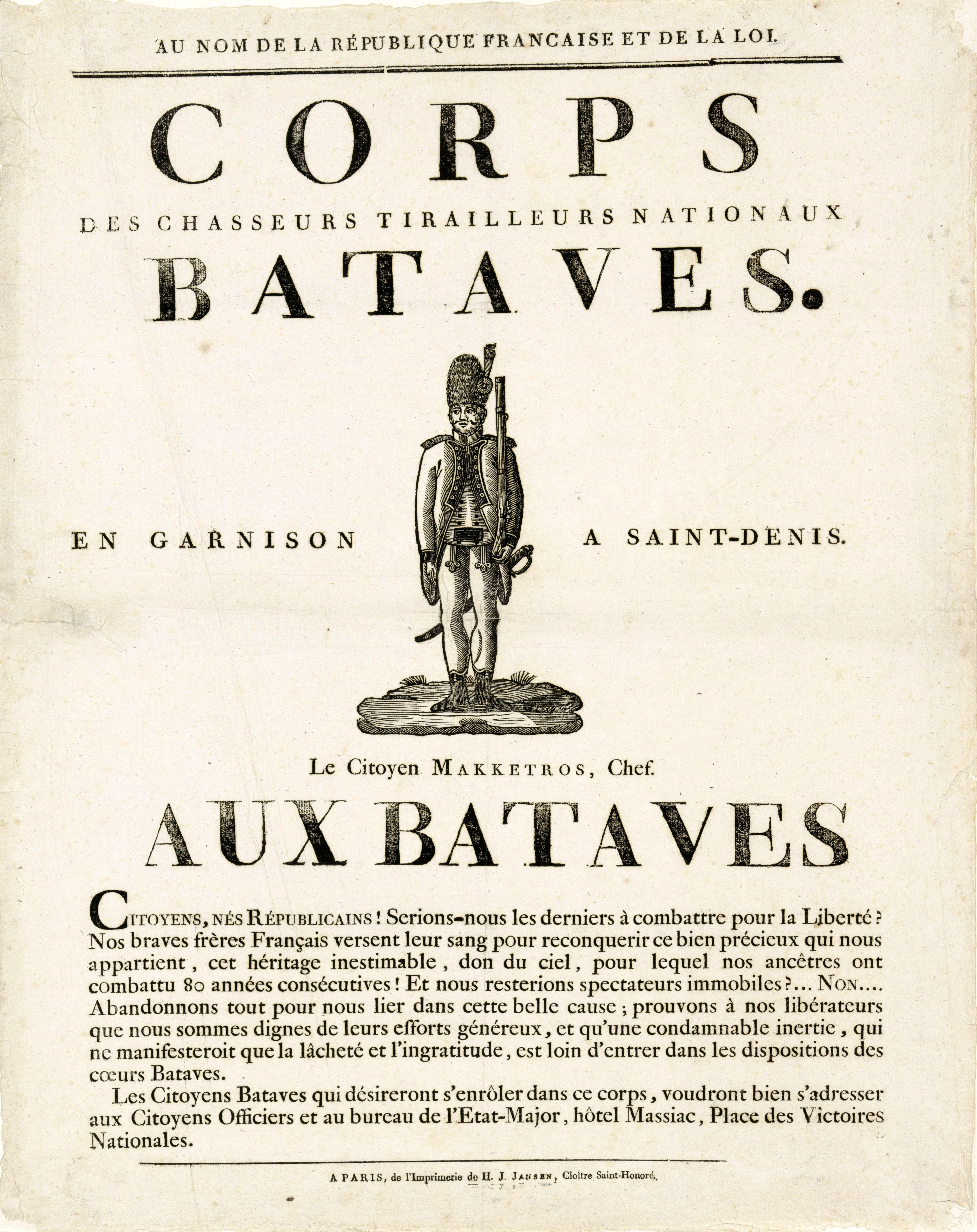
Oproep aan de Hollandse uitgewekenen in Frankrijk om zich aan te sluiten bij het Corps Bataves (ook: Bataafs legioen, Légion Batave) te Saint-Denis, een voorstad van Parijs. Gedrukt te Parijs door uitgever H.J. Jansen in circa 1793 (Rijksmuseum Amsterdam)

Het Bataafs Legioen was een in 1792 opgerichte Franse legereenheid van naar dat land uitgeweken Nederlanders. 

## Oprichting
Het legioen, formeel Légion Franche Étrangère geheten, werd op 26 juli 1792  bij Décret relatif à la formation d'une légion franche étrangère in Frankrijk opgericht. De bekrachtiging door koning Lodewijk XVI vond plaats op 1 augustus 1792. Het was een initiatief van Herman Willem Daendels en een 'Bataafs Comité', bestaande uit Abbema, De Witt, Van Boetzelaer, Huber, en De Kock. Dit comité werd krachtens een met de voormalige minister van oorlog Lajard gesloten capitulatie belast met de organisatie van het legioen. De legereenheid bestond voornamelijk uit leden van de patriottische vrijkorpsen die na 1787 verboden waren in de Republiek en daarom naar Frankrijk waren gevlucht. Het opperbevel werd opgedragen aan de kolonel Jean Joseph Mascheck. Later bekende namen waren die van Daendels (luitenant-kolonel van het vierde bataljon infanterie), Henri Damas Bonhomme (luitenant-kolonel van het eerste bataljon infanterie), Jan Willem de Winter (plaatsvervangend luitenant-kolonel van het bataljon Jagers) en David Hendrik Chassé (kapitein in het bataljon Jagers). Het Bataafs legioen kreeg als basis Duinkerke. Johannes Lambertus Huber en Quint Ondaatje waren betrokken bij de organisatie.

## Naam
Bij de behandeling van het voorstel tot oprichting van het legioen (vervat in een brief van koning Lodewijk aan de Franse Wetgevende Vergadering) was nog sprake geweest van de benaming légion batave. Daartegen kwam echter de verantwoordelijke man voor de buitenlandse politiek, Jacques Pierre Brissot, in het geweer. In zijn betoog maakte hij bezwaar tegen het feit dat Dumouriez, de voorganger van Lajard als minister van oorlog, 700.000 livres uit het fonds voor geheime uitgaven had gebruikt voor de voorbereidingen van het legioen. Ook meende hij dat de voorgestelde naam onverstandig was, omdat Frankrijk op dat moment nog niet in oorlog was met de Verenigde Nederlanden, en ook omdat hij die naam strijdig achtte met de Franse grondwet van 1793. De benaming "Bataafs legioen/Légion batave" is om die reden nooit geformaliseerd, maar wordt doorgaans wel informeel voor het legioen gebruikt.

## Veldtochten
Het legioen nam deel aan de veldtocht van Dumouriez in Vlaanderen en Brabant in begin 1793, waarbij Breda tijdelijk werd bezet en Daendels een vergeefse poging deed het Hollandsch Diep over te steken. De nederlaag bij Neerwinden noopte echter tot de terugtocht. Het "verraad" van Dumouriez maakte alle vreemdelingen verdacht in de ogen van het regime-Robespierre en dit droeg ertoe bij dat een tweede "Bataafs legioen" (formeel chasseurs-tirailleurs nationaux bataves geheten), dat in maart 1793 op voorstel van de Nederlandse patriot Leendert Makketros was opgericht, niet verder van de grond kwam en al spoedig werd opgeheven.
Het Bataafs legioen was na de val van Robespierre en het Schrikbewind bij de legerreorganisatie van eind 1793 opgegaan in het reguliere Franse leger als de 30e demi-brigade d'infanterie légère als onderdeel van het Armée du Nord dat in september 1794 optrok onder Pichegru tegen de Republiek. De eerder genoemde kolonel Bonhomme werd aan het hoofd van deze half-brigade geplaatst. Daendels en De Winter hadden inmiddels promotie gemaakt en stonden als general de brigade aan het hoofd van Franse eenheden.
Van de krijgsverrichtingen van de 30e half-brigade als zodanig is weinig in de verslagen van de veldtocht in België en Nederland in 1794/95 terug te vinden. Dit is niet verwonderlijk, omdat de lichte infanteriebataljons doorgaans als tirailleurs werden toegedeeld aan de brigades met linietroepen, die de ware gevechtseenheden van het Franse leger vormden en die doorgaans met de naam van de bevelvoerende generaal worden vermeld. De samenstelling van die brigades wisselde. Zo vinden we kolonel Bonhomme op 19 oktober 1794 aan het hoofd van een colonne van 2500 man, waarvan het eerste lichte infanteriebataljon van zijn half-brigade deel uitmaakte, bij Druten als onderdeel van de divisie-Souham (waarvan op andere momenten ook de brigades van Daendels en De Winter deel uitmaakten, naast de brigade-MacDonald). Hij verdreef het Engelse 37e Regiment of Foot onder majoor Hope uit Druten met grote Engelse verliezen.
Na de Slag bij Boxtel vielen Den Bosch en Nijmegen. In januari 1795 werden de bevroren rivieren overgestoken en heeft Daendels Utrecht ingenomen. Op zondag 17 januari werd Maarn bereikt. Krayenhoff, die meetrok als stafofficier van Daendels, werd vooruitgestuurd naar Amsterdam, waar hij in opdracht van Daendels een "fluwelen revolutie" tot stand bracht zodat de Bataven er prat op konden gaan Amsterdam zelf bevrijd te hebben (iets wat Daendels van groot belang achtte teneinde te voorkomen dat Nederland als Pays conquis zou worden behandeld, gelijk met de Zuidelijke Nederlanden was gebeurd.) Op 25 januari bereikte Jan Willem de Winter Den Helder, waar hij de overgave van de Nederlandse vloot aan de Franse cavalerie bewerkstelligde.